# Treibhaus (Band)
Treibhaus war eine deutsche Band aus Hannover. Die Musik der Band bewegt sich im Bereich der Neuen Deutschen Härte.

## Geschichte
Curt Doernberg gründete die Band 2004 zusammen mit einigen anderen Musikern. Zuvor hatte Doernberg bereits in mehreren Bands als Schlagzeuger gespielt. Unter der Erstbesetzung der Band befand sich auch Kai Rudat, die bereits bei Welle: Erdball als Sängerin mitgewirkt hatte.
2005 erschien dann das Debütalbum Unsterblich, das auf dem Label Danse Macabre veröffentlicht wurde, zuerst in Deutschland, später auch in der Ukraine, Russland und Belarus.
Das zweite Album Feindbild wurde 2006 veröffentlicht und stieg direkt von Null auf Platz 10 in die Deutschen Alternative-Charts ein. Im gleichen Jahr wurde Schlagzeuger Mattias Liebetruth, der bereits seit Gründung der Band dabei war, durch Michael Wolpers ersetzt.
2007 drehte die Band ihren ersten Videoclip zum Lied Maschinen vom zweiten Album Feindbild. Im Oktober 2007 verließ auch Gründungsmitglied Ulli Wellhausen die Band. Er wurde durch Klaus Alberti am Bass ersetzt. Ende 2007 wurde der Horrorfilmemacher Michael Effenberger auf die Band aufmerksam und baute sowohl die Musik als auch das Video zum Lied Maschinen in seinen Film Infekt – Wie sieht das Ende der Welt aus ein.
2008 veröffentlichte die Band ihr drittes Album Alarmstufe Rot. Auf diesem Album interpretierte die Band das Kinderlied Pippi Langstrumpf neu.
2009 wurde das erste Livealbum der Band, TREIBHAUS live in Hannover, veröffentlicht. Da die Technik während der Aufnahmen mehrere Male versagte, konnten nicht alle Stücke komplett mitgeschnitten werden, weshalb es nur ein Teil der Setlist auf das Album schaffte.
Anfang 2011 wurde das vierte Album mit dem Namen Alphatier veröffentlicht. Vertrieben wird das Album in ganz Europa und den USA (über CD Baby) und weltweit als Download. Inzwischen ist die Onlinepräsenz der Band offline gegangen und man bekommt auch anderweitig keine aktuellen Informationen, weshalb Treibhaus seit 2013 als inaktiv eingestuft werden können.

## Diskografie

### Studioalben
- 2005: Unsterblich (CD; Kneeve Records)
- 2006: Feindbild (CD; Kneeve Records / Danse Macabre)
- 2008: Alarmstufe Rot (CD; Kneeve Records)
- 2011: Alphatier (CD; Kneeve Records)

### Livealben
- 2009: TREIBHAUS live in Hannover (CD; Kneeve Records)

## Musikvideos
- 2005: Maschinen (Regie: Tosh Leykum)